# О национальной гордости великороссов
О национальной гордости великороссов — статья В. И. Ленина. Написана в декабре 1914 года в Швейцарии. Опубликована в газете «Социал-демократ», 12 (25) декабря 1914 года, № 35. Наряду со статьями «Критические заметки по национальному вопросу» и «О праве наций на самоопределение» данная статья излагает взгляды Ленина на национальный вопрос в России и Европе, в связи с Первой мировой войной.

## Основные идеи
Статья была написана в начале Первой мировой войны в ходе полемики с политическими противниками Ленина в собственной партии РСДРП, которые упрекали его в отсутствии патриотизма и любви к своему отечеству.
 Сформулирована революционно-демократическая точка зрения на национальный вопрос: 

Чуждо ли нам, великорусским сознательным пролетариям, чувство национальной гордости? Конечно, нет! Мы любим свой язык и свою родину, мы больше всего работаем над тем, чтобы её трудящиеся массы (то есть 9/10 её населения) поднять до сознательной жизни демократов и социалистов

Мы полны чувства национальной гордости, и именно потому мы особенно ненавидим своё рабское прошлое (когда помещики дворяне вели на войну мужиков, чтобы душить свободу Венгрии, Польши, Персии, Китая) и своё рабское настоящее, когда те же помещики, споспешествующие капиталистами, ведут нас на войну, чтобы душить Польшу и Украину, чтобы давить демократическое движение в Персии и Китае, чтобы усилить позорящую наше великорусское национальное достоинство шайку Романовых, Бобринских, Пуришкевичей. Никто не повинен в том, если он родился рабом; но раб, который не только чуждается стремлений к своей свободе, но оправдывает и прикрашивает своё рабство (например, называет удушение Польши, Украины и т. д. «защитой отечества» великороссов), такой раб есть вызывающий законное чувство негодования, презрения и омерзения холуй и хам.
Приводится мнение Ф. Энгельса по национальному вопросу

Не может быть свободен народ, который угнетает чужие народы.
Изложена программа партии большевиков по национальному вопросу: 

И мы, великорусские рабочие, полные чувства национальной гордости, хотим во что бы то ни стало свободной и независимой, самостоятельной, демократической, республиканской, гордой Великороссии, строящей свои отношения к соседям на человеческом принципе равенства, а не на унижающем великую нацию крепостническом принципе привилегий

Интерес (не по-холопски) понятой национальной гордости великороссов совпадает с социалистическим интересом великорусских (и всех иных) пролетариев.
В. И. Ленин также отмечает огромное экономическое значение отмены национального угнетения в России: 

А экономическое процветание и быстрое развитие Великороссии требует освобождения страны от насилия великороссов над другими народами.

## Оценки
«Энциклопедический словарь» отмечает, что в статье Ленина «даны программные положения о том, как понимают патриотизм, национальную гордость передовые русские пролетарии». Он «проявляется в беззаветной героической борьбе за избавление своей Родины от гнёта эксплуататорских классов, от неволи, в самоотверженной борьбе за счастье своего народа», а «горячая любовь рабочих к своей Родине» в таком патриотизме «неразрывно связана с священной ненавистью к её врагам и поработителям». Также отмечается гордость Ленина за то, что рабочему классу в России выпала «почётная историческая роль авангарда в освободительной борьбе человечества» и обращается внимание на по мнению Ленина «борьба партии большевиков за социализм отвечает коренным интересам России» и «правильно понятые национальные интересы русских пролетариев совпадают с социалистическими интересами рабочего класса всех стран».
«Краткий словарь по научному коммунизму» отмечает, что «статья выражает методологию анализа классового, конкретно-исторического содержания патриотизма рабочего класса, его единство с пролетарским интернационализмом».